# August Ludwig zu Sayn-Wittgenstein-Berleburg

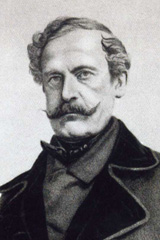
August Ludwig zu Sayn-Wittgenstein-Berleburg

August Ludwig Prinz zu Sayn-Wittgenstein-Berleburg (* 6. März 1788 in Schloss Berleburg, Berleburg; † 6. Januar 1874 in Berleburg) war nassauischer General, Politiker und Staatsminister. Im Jahr 1849 war er Reichsministerpräsident der Provisorischen Zentralgewalt.

## Familie

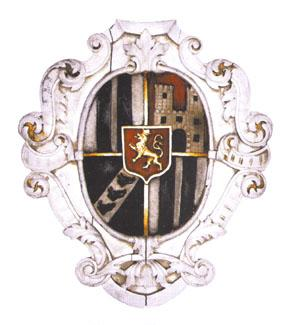
Wappen zu Sayn-Wittgenstein-Berleburg

August Ludwig wurde 1788 als Sohn des Reichsfürsten Christian Heinrich Graf von Sayn-Wittgenstein-Berleburg (1753–1800) und Charlotte Friederike Franziska von Leiningen-Westerburg-Grünstadt (1759–1831) geboren. 1823 heiratete er Franziska Maria Fortunata Allesina gen. von Schweitzer (1802–1878), die Enkeltochter des reichen Frankfurter Handelsherrn Franz Maria Schweitzer. Aus der Ehe gingen sechs Kinder hervor: Emil Karl Adolf (1824), Anna Albertine Georgine (1827), Ferdinand Wilhelm Emil (1834), Philipp Karl Emil Georg (1836), Otto Emil Karl (1842–1911) und Franz Emil Luitpold (1842). Siehe auch: Sayn-Wittgenstein.

## Militärische Karriere
August Ludwig Prinz zu Sayn-Wittgenstein-Berleburg schlug zunächst eine militärische Karriere ein. 1803 trat er als Premierleutnant in das Leibregiment in Darmstadt ein. Er nahm auf französischer Seite an den Napoleonischen Kriegen auf den Schauplätzen Preußen, Österreich, Russland, Sachsen und nach der Völkerschlacht von Leipzig auf alliierter Seite in Frankreich teil. 1812 erfolgte die Beförderung zum Captain, 1814 zum Oberstleutnant, 1832 zum Generaladjutant, 1835 zum Generalmajor und 1840 zum Generalleutnant. Von 1814 an war Sayn-Wittgenstein-Berleburg Kommandeur des Leibregiments, von 1830 der des Garderegiments Chevauxlegers und von 1842 der einer Brigade.
1848 schied er aus dem hessen-darmstädtischen Militärdienst aus. 1852 wurde er nassauischer Generalleutnant der Herzoglich Nassauischen Armee und Generaladjutant.

## Politische Arbeit
In den Jahren 1835–1844 diente August Ludwig Prinz zu Sayn-Wittgenstein-Berleburg als hessischer Gesandter in Preußen.
Nach der eigentlichen Märzrevolution war er vom 21. Mai bis 20. Dezember 1849 in der Reichsregierung von Reichsverweser Johann von Österreich Reichskriegsminister und vom 3. Juni bis zum Ende Reichsregierung am 20. Dezember 1849 Reichsministerpräsident. In den folgenden Jahren lebte er als Privatier.
Vom 7. Februar 1852 bis zum Ende des Herzogtums Nassau am 30. Juni 1866 war er Staatsminister des Herzogtums. Seine österreichfreundlich-bundestreue Haltung führte 1866 zur Teilnahme am Deutschen Krieg an der Seite Österreichs. Dieser endete mit der Annexion Nassaus durch Preußen, was auch die politische Karriere von August Ludwig Prinz zu Sayn-Wittgenstein-Berleburg beendete. Sein Lebensabend verbrachte er daraufhin auf Schloss Berleburg.

## Ehrungen
Für seine Verdienste wurde Sayn-Wittgenstein-Berleburg 1858 durch Herzog Adolph mit dem Nassauischen Hausorden vom Goldenen Löwen ausgezeichnet. Darüber hinaus trug er das Großkreuz des Militär- und Zivildienst-Ordens Adolphs von Nassau mit Schwertern, das Nassauische Dienstehrenzeichen für Offiziere nach 50 Dienstjahren und die Medaille für den Feldzug 1866.